# Třída Tenrjú
Třída Tenrjú (天龍型 Tenrjú gata) byla třída lehkých křižníků japonského císařského námořnictva z první světové války. Celkem byly postaveny dvě jednotky této třídy. Ve službě byly v letech 1919 až 1944. Oba křižníky byly potopeny za druhé světové války.

## Stavba
Křižníky byly navrženy jako vlajkové lodě japonských torpédoborců. Jejich koncepce byla inspirována britskou třídou Arethusa. Postaveny byly dvě jednotky této třídy.
Jednotky třídy Tenrjú:
| Jméno         | Loděnice | Založení kýlu     | Spuštěna        | Vstup do služby    | Poznámka                                                                                    |
| ------------- | -------- | ----------------- | --------------- | ------------------ | ------------------------------------------------------------------------------------------- |
| Tenrjú (天龍) | Jokosuka | 17. května 1917   | 11. března 1918 | 20. listopadu 1919 | Dne 18. prosince 1942 byl potopen u Nové Guiney americkou ponorkou USS Albacore (SS-218).   |
| Tacuta (龍田) | Sasebo   | 24. července 1917 | 29. května 1918 | 31. března 1919    | Dne 13. března 1944 byl potopen poblíž Jokosuky americkou ponorkou USS Sand Lance (SS-381). |

## Konstrukce

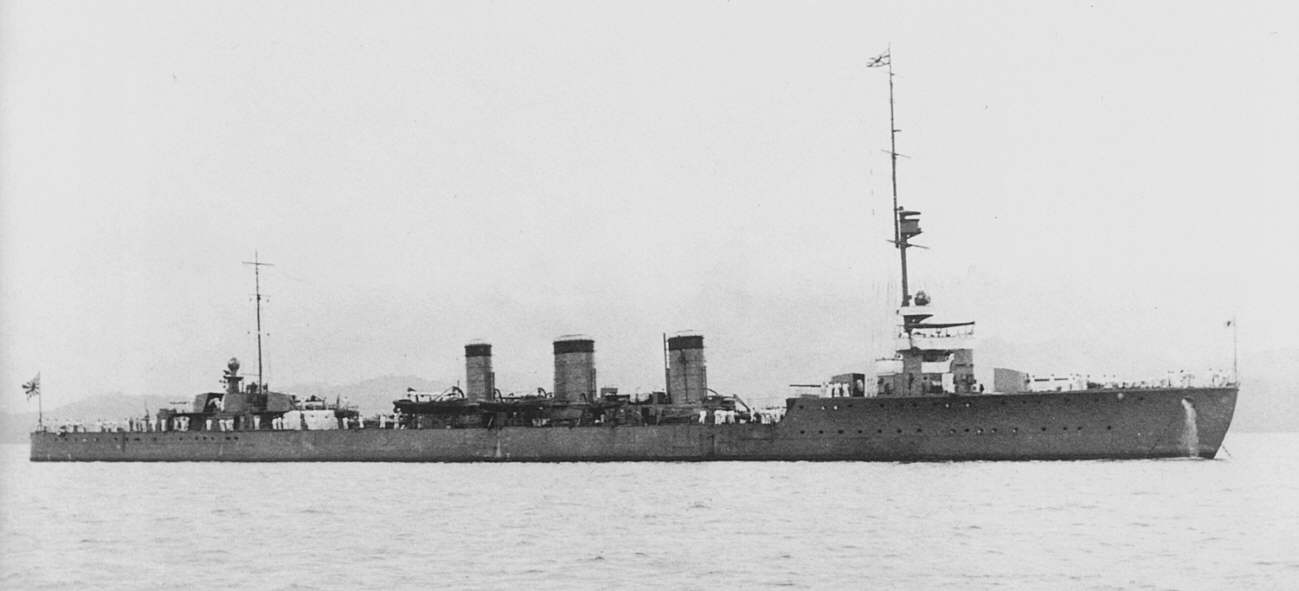
Tacuta

Výzbroj tvořily čtyři 140mm kanóny typu 3. roku, jeden 76,2mm kanón typu 3. roku, dva 6,5mm kulomety a dva trojité 533mm torpédomety. Byly to vůbec první japonské křižníky nesoucí trojhlavňové torpédomety. Pohonný systém tvořilo 10 kotlů Kampon a tři turbíny Brown-Curtis o výkonu 51 000 shp, pohánějící tři lodní šrouby. Nejvyšší rychlost dosahovala 33 uzlů. Dosah byl 6000 námořních mil při rychlosti 10 uzlů.

### Modifikace
Roku 1937 byly původní kulomety nahrazeny dvěma 13,2mm kulomety. Roku 1940 byly kulomety a 76mm kanón nahrazeny dvěma dvojitými 25mm kanóny typu 96, které roku 1942 posílily další čtyři hlavně. Křižník Tacuta dostal roku 1943 ještě dva 25mm kanóny, čtyři vrhače a dva spouštěče hlubinných pum a dále dva radary.